# Фоант (цар Коринфа)
Фоант (грец. Θόας; род. відм. Θόαντος) — напівлегендарний цар міста Ефіри (Коринфа), онук Сізіфа, наступник свого двоюрідного брата Гіппоноя (Беллерофонта) та Фока.
До влади в Коринфі прийшов після смерті батька, утримував її до приходу Гераклідів.